# Euporodesmus solitarius
Euporodesmus solitarius är en mångfotingart som beskrevs av Chamberlin 1920. Euporodesmus solitarius ingår i släktet Euporodesmus och familjen fingerdubbelfotingar. Inga underarter finns listade i Catalogue of Life.